# King Faisal Babes
King Faisal Babes je ghanský fotbalový klub z Kumasi.

## Vítězství
- Ghana Top Four Cup – 2004

## Významní bývalí hráči
- Mohammed Abdulai
- Godwin Ablordey
- Yaw Acheampong
- Joe Agyemang
- Lawrence Aidoo
- Owusu Agyemang
- Sumaila Nyaya Alhassan
- Owusu Ampomah
- Osei Antwi
- Prince Antwi
- Ronaldo Awudu
- Yussif Chibsah
- Ishaak Debrah
- Steve Debrah
- Mark Edusei
- Kweku Essien
- Bashiru Gambo
- Eric Gawu
- Salou Ibrahim
- Baba Iddi
- Samuel Kuffour
- Ofosu Mickey
- Habib Mohamed
- Hamza Mohammed
- Francis Ofori
- Eric Kweku Opoku
- Samad Oppong
- Edmund Owusu Peprah
- Kwabena Poku
- Kwadwo Poku
- Mark Kofi Sekyere
- Illiasu Shilla
- Ibrahim Tanko
- Skelley Adu Tutu
- Abubakari Yahuza
- Alhassan Yahaya
- Sumaila Yahaya